# FIVB Beach Volley World Tour 2012
Navigation
Édition précédente Édition suivante
Le Swatch FIVB Beach Volleyball World Tour 2012 est la vingt-sixième édition du FIVB Beach Volley World Tour, le circuit professionnel mondial de beach-volley sous l'égide de la Fédération internationale de volley-ball.
Le World Tour messieurs est remporté par la paire américaine Jacob Gibb-Sean Rosenthal et le circuit dames est gagné par la paire brésilienne Larissa França-Juliana Felisberta da Silva.

## Règlement
Les tournois de l'édition 2012 sont classés en deux catégories et ils comportent un nombre de points et une dotation propres à chacune. Le tableau ci-dessous présente simplement le top 4.
| #    | « Grand Chelem » | « Grand Chelem » | « Open » | « Open »     |
| #    | Points           | Dotation ($)     | Points   | Dotation ($) |
| 1ers | 800              | 43500            | 600      | 30000        |
| 2es  | 720              | 29500            | 540      | 21000        |
| 3es  | 640              | 23000            | 480      | 15000        |
| 4es  | 560              | 18400            | 420      | 11200        |

## Calendrier

### Messieurs
| Date             | Nom et lieu du tournoi                                     | Vainqueurs                         | Finalistes                            |           |
| 17 au 22 avril   | Brasilia Open, Brasilia                                    | Phil Dalhausser / Todd Rogers      | Matt Fuerbringer / Nick Lucena        | résultats |
| 24 au 29 avril   | Silesia Open, Mysłowice                                    | Cunha / Ricardo Santos             | Márcio Araújo / Pedro Solberg Salgado | résultats |
| 1 au 6 mai       | Shanghai Grand Slam presented by Jinshan Xinchen, Shanghai | Phil Dalhausser / Todd Rogers      | Jacob Gibb / Sean Rosenthal           | résultats |
| 8 au 13 mai      | Bejing Grand Slam, Pékin                                   | Reinder Nummerdor / Richard Schuil | Nicolai Paolo / Daniele Lupo          | résultats |
| 22 au 27 mai     | Patria Direct Prague Open, Prague                          | Cunha / Ricardo Santos             | Alison Cerutti / Emanuel Rego         | résultats |
| 7 au 12 juin     | Moscow Grand Slam, Moscou                                  | Alison Cerutti / Emanuel Rego      | Reinder Nummerdor / Richard Schuil    | résultats |
| 13 au 17 juin    | Rome Grand Slam, Rome                                      | Jacob Gibb / Sean Rosenthal        | Alison Cerutti / Emanuel Rego         | résultats |
| 3 au 8 juillet   | 1to1 Energy Grand Slam, Gstaad                             | Jacob Gibb / Sean Rosenthal        | Alison Cerutti / Emanuel Rego         | résultats |
| 10 au 14 juillet | smart Grand Slam Berlin, Berlin                            | Alison Cerutti / Emanuel Rego      | Jacob Gibb / Sean Rosenthal           | résultats |
| 17 au 22 juillet | A1 Grand Slam presented by VOLKSBANK, Klagenfurt           | Reinder Nummerdor / Richard Schuil | Márcio Araújo / Pedro Solberg Salgado | résultats |
| 14 au 19 août    | Mazury Orlen Grand Slam, Stare Jabłonki                    | Martins Plavins / Janis Smedins    | Clemens Doppler / Alexander Horst     | résultats |

### Dames
| Date                   | Nom et lieu du tournoi                                     | Vainqueurs                             | Finalistes                             |           |
| 15 au 20 avril         | Brasilia Open, Brasilia                                    | Xue Chen / Zhang Xi                    | Maria Antonelli / Talita Antunes       | résultats |
| 24 au 29 avril         | Olympic Bay Sanya Open, Sanya                              | Maria Antonelli / Talita Antunes       | Larissa França / Juliana Felisberta    | résultats |
| 30 avril au 5 mai      | Shanghai Grand Slam presented by Jinshan Xinchen, Shanghai | Xue Chen / Zhang Xi                    | Maria Antonelli / Talita Antunes       | résultats |
| 7 au 12 mai            | Bejing Grand Slam, Pékin                                   | Larissa França / Juliana Felisberta    | Greta Cicolari / Marta Menegatti       | résultats |
| 6 au 11 juin           | Moscow Grand Slam, Moscou                                  | Xue Chen / Zhang Xi                    | Misty May-Treanor / Kerri Walsh        | résultats |
| 12 au 17 juin          | Rome Grand Slam, Rome                                      | Simone Kuhn / Nadine Zumkehr           | Sara Goller / Laura Ludwig             | résultats |
| 2 au 7 juillet         | 1to1 Energy Grand Slam, Gstaad                             | Misty May-Treanor / Kerri Walsh        | Sanne Keizer / Marleen van Iersel      | résultats |
| 11 au 15 juillet       | smart Grand Slam Berlin, Berlin                            | Larissa França / Juliana Felisberta    | Xue Chen / Zhang Xi                    | résultats |
| 16 au 22 juillet       | A1 Grand Slam presented by VOLKSBANK, Klagenfurt           | Ekaterina Khomyakova / Evgenia Ukolova | Madelein Meppelink / Sophie van Gestel | résultats |
| 13 au 18 août          | Mazury Orlen Grand Slam, Stare Jabłonki                    | Larissa França / Juliana Felisberta    | Greta Cicolari / Marta Menegatti       | résultats |
| 28 août au 2 septembre | Paf Open, Åland                                            | Katrin Holtwick / Ilka Semmler         | Liliana Fernández / Elsa Baquerizo     | résultats |
| 23 au 28 octobre       | Bangsaen Thailand Open powered by PTT, Bang Saen           | Jennifer Kessy / April Ross            | Ekaterina Khomyakova / Evgenia Ukolova | résultats |

## Classement

### Messieurs
| Classement | Noms                             | Points |
| ---------- | -------------------------------- | ------ |
| 1          | Jacob Gibb-Sean Rosenthal        | 5280   |
| 2          | Alison Cerutti-Emanuel Rego      | 5180   |
| 3          | Phil Dalhausser-Todd Rogers      | 4120   |
| 4          | Cunha-Ricardo Santos             | 3920   |
| 4          | Reinder Nummerdor-Richard Schuil | 3920   |

### Dames
| Classement | Noms                                       | Points |
| ---------- | ------------------------------------------ | ------ |
| 1          | Larissa França-Juliana Felisberta da Silva | 5320   |
| 2          | Zhang Xi-Xue Chen                          | 5240   |
| 3          | Maria Antonelli-Talita Antunes             | 4500   |
| 4          | Jennifer Kessy-April Ross                  | 4360   |
| 5          | Greta Cicolari-Marta Menegatti             | 3920   |